# Le Bourget
Le Bourget is een Franse plaats en gemeente, gelegen in het departement Seine-Saint-Denis. De gemeente telde 15.052 inwoners op 1 januari 2022.
Binnen de gemeentegrens ligt de luchthaven Le Bourget. De naam Le Bourget wordt ook gebruikt als aanduiding voor de Salon du Bourget. Deze show wordt om de twee jaar gehouden op de Le Bourget-luchthaven.

## Geschiedenis
Om de gemeente werd hevig gevochten tijdens de Frans-Duitse Oorlog. Tussen 28 en 30 oktober 1870 vond er een eerste slag plaats. Franse vrijschutters hadden de plaats ingenomen en moesten zich na twee dagen onder Pruisisch artillerievuur en verstoken van versterkingen overgeven. Een tweede slag vond plaats op 21 december 1870. De Fransen probeerden het beleg van Parijs te doorbreken en vielen langs drie zijden de Pruisen in Le Bourget aan. De aanval werd afgeslagen met honderden Franse doden tot gevolg. In 1877 werd een vijftigtal hectare van het (nog) landelijke Drancy aangehecht bij Le Bourget. De gemeente in volle expansie had nood aan gronden voor het vestigen van industrie.
De luchthaven Le Bourget werd aangelegd tijdens de Eerste Wereldoorlog. Doel was om het spoorwegknooppunt van Drancy, belangrijk voor de bevoorading van het front, te bewaken tegen eventuele luchtaanvallen.

## Geografie
De oppervlakte van Le Bourget bedroeg op 1 januari 2022 2,08 vierkante kilometer; de bevolkingsdichtheid was toen 7.236,5 inwoners per km².
De onderstaande kaart toont de ligging van Le Bourget met de belangrijkste infrastructuur en aangrenzende gemeenten.

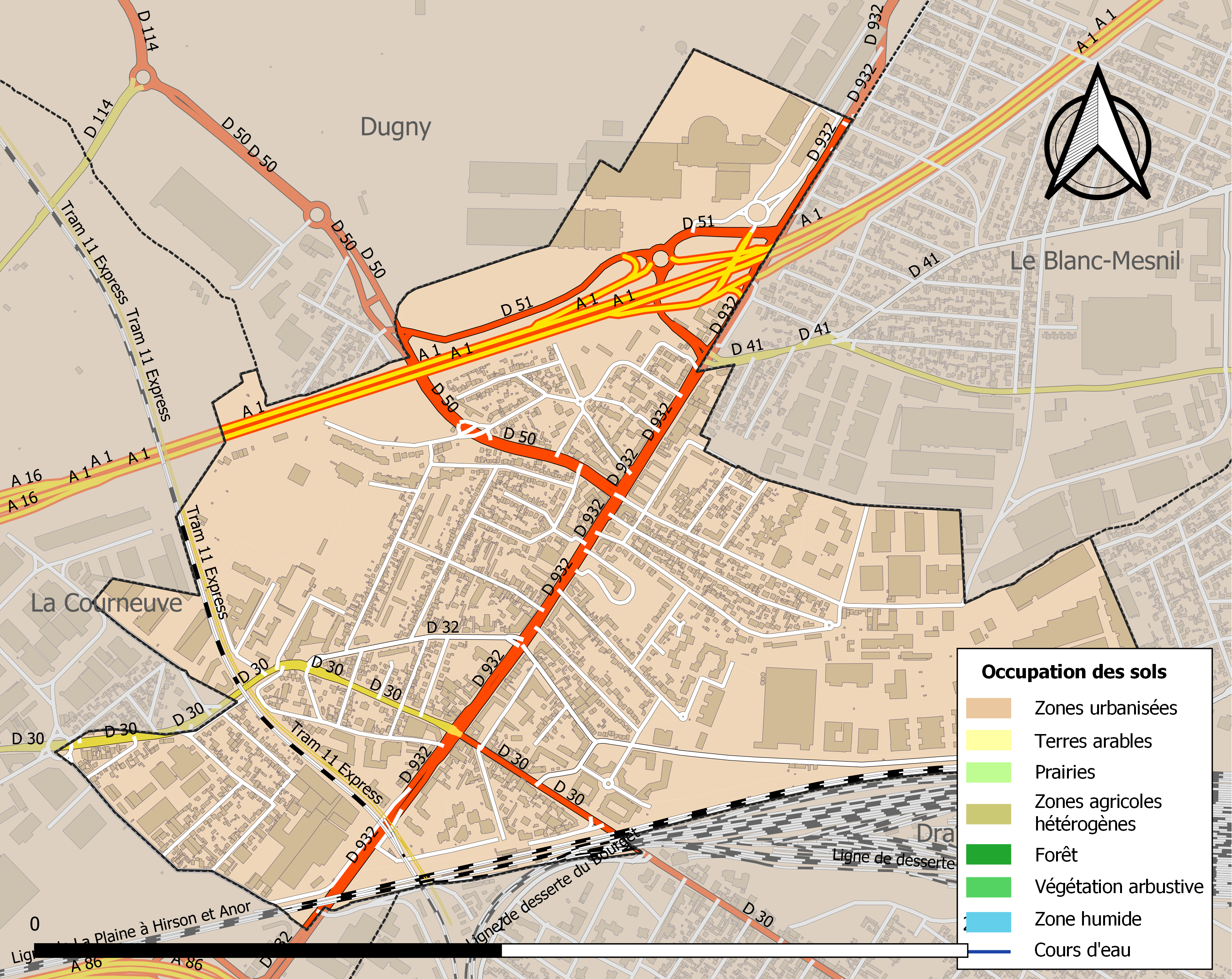

## Demografie
Onderstaande figuur toont het verloop van het inwoneraantal van Le Bourget vanaf 1962.
Bron: Frans bureau voor statistiek. Cijfers inwoneraantal volgens de definitie 
population sans doubles comptes (zie de gehanteerde definities)

## Geboren
- Jacques Dollar (1926-2017), Luxemburgs auteur, historicus en kunstenaar

## Overleden
- Ernest Baroche (1829-1870), hoog ambtenaar, industrieel en politicus